# Департамент на отбраната на САЩ
Департаментът на отбраната на САЩ (на английски: United States Department of Defense, DoD) е министерство във федералното правителство на САЩ, което осъществява общото политическо ръководство на въоръжените сили на страната в мирно време и по време на война. Той се ръководи от Секретаря на отбраната и е интегрирана, гражданско-военна структура, което означава, че щабовете на въоръжените сили са интегрална част от министерството. Така ръководните кадри в министерството освен Секретаря, Заместник-секретаря и Помощник-секретарите на отбраната, включват и Председателя на комитета на Обединените началник-щабове като най-висшестоящ офицер на Въоръжените сили на САЩ, неговия заместник и три интегрирани политико-военни департамента, всеки със свой Секретар и Началник на щаба на вида въоръжени сили:
- Департамент на армията:
  - Офис на секретаря на армията (оглавяван от Секретаря на армията)
  - Щаб на армията (оглавяван от Началник-щаба на армията, офицер с чин генерал. Това е Главният щаб на сухопътните войски.)
- Департамент на военноморските сили:
  - Офис на Секретаря на военноморските сили (оглавяван от Секретаря на военноморските сили)
  - Офис на Началника на военноморските операции (оглавяван от Началника на военноморските операции, офицер с чин адмирал. Това е Главният щаб на ВМС.)
  - Щаб на Корпуса на морската пехота (оглавяван от Коменданта на Корпуса на морската пехота, офицер с чин генерал. Това е Главният щаб на КМП.)
- Департамент на военновъздушните сили
  - Офис на секретаря на военновъздушните сили (оглавяван от Секретаря на военновъздушните сили)
  - Въздушен щаб (оглавяван от Началник-щаба на военновъздушните сили, офицер с чин генерал. Това е Главният щаб на ВМС.)

Департаментът на отбраната на САЩ е създаден през 1947 г. по времето на президента Хари Труман в рамките на дълбока реформа в сектора на отбраната и сигурността, когато тогавашните Департамент на армията и Департамент на военноморските сили са слети и стават отдели в новия департамент, наред с новосъздадения Департамент на военновъздушните сили, при извеждането на ВВС от състава на армията и обособяването им като самостоятелен вид въоръжени сили. Централата му се помещава във Вашингтон, в Пентагона – най-голямата сграда в света. По време на атентатите от 11 септември тя е улучена от завладян от ислямски терористи пътнически самолет, при което загиват 125 служители (щатни и нещатни) на министерството.